# 79th Theater Sustainment Command
Il 79th Theater Sustainment Command è un comando  della United States Army Reserve Command responsabile del supporto alle componenti attive. Il suo quartier generale è situato presso la Joint Base McGuire-Dix-Lakehurst, New Jersey.

## Missione
Fornisce il comando di missione e il supporto a livello operativo allo United States Africa Command (AFRICOM), allo United States Army Europe (USAREUR) e alle forze armate, interforze e multinazionali a supporto delle operazioni terrestri unificate.

## Organizzazione
- 103rd Expeditionary Sustainment Command, Des Moines, Iowa
  -  321st Sustainment Brigade - Springfield, Illinois
  -  644th Regional Support Group - Fort Snelling, Minnesota
- 311th Expeditionary Sustainment Command, Los Angeles, California (USARCENT)
  - 326th Financial Management Support Center - Bell, California
  -  304th Sustainment Brigade - Riverside, California
  - 650th Regional Support Group - Mountain View, California
  - 653rd Regional Support Group - Mesa, Arizona
- 364th Expeditionary Sustainment Command, Marysville, Washington
  - 652nd Regional Support Group - Helena, Montana
  - 654th Regional Support Group - Joint Base Lewis-McChord, Washington
  -  96th Sustainment Brigade - Fort Douglas, Utah
- 451st Expeditionary Sustainment Command, Wichita, Kansas
  - 561st Regional Support Group - Fremont, Nebraska
  -  89th Sustainment Brigade - Parsons, Kansas